# 贡山齿突蟾
贡山齿突蟾（学名：Scutiger gongshanensis）为锄足蟾科齿突蟾属的两栖动物，是中国的特有物种。分布于云南等地，主要生活于有泉水流出的沼泽中。其生存的海拔范围为2500至3850米。该物种的模式产地在云南贡山县。
其种加词“gongshanensis”意为“云南贡山的”。

## 保护
本种于2023年被收录入《有重要生态、科学、社会价值的陆生野生动物名录》。